# Gerðr

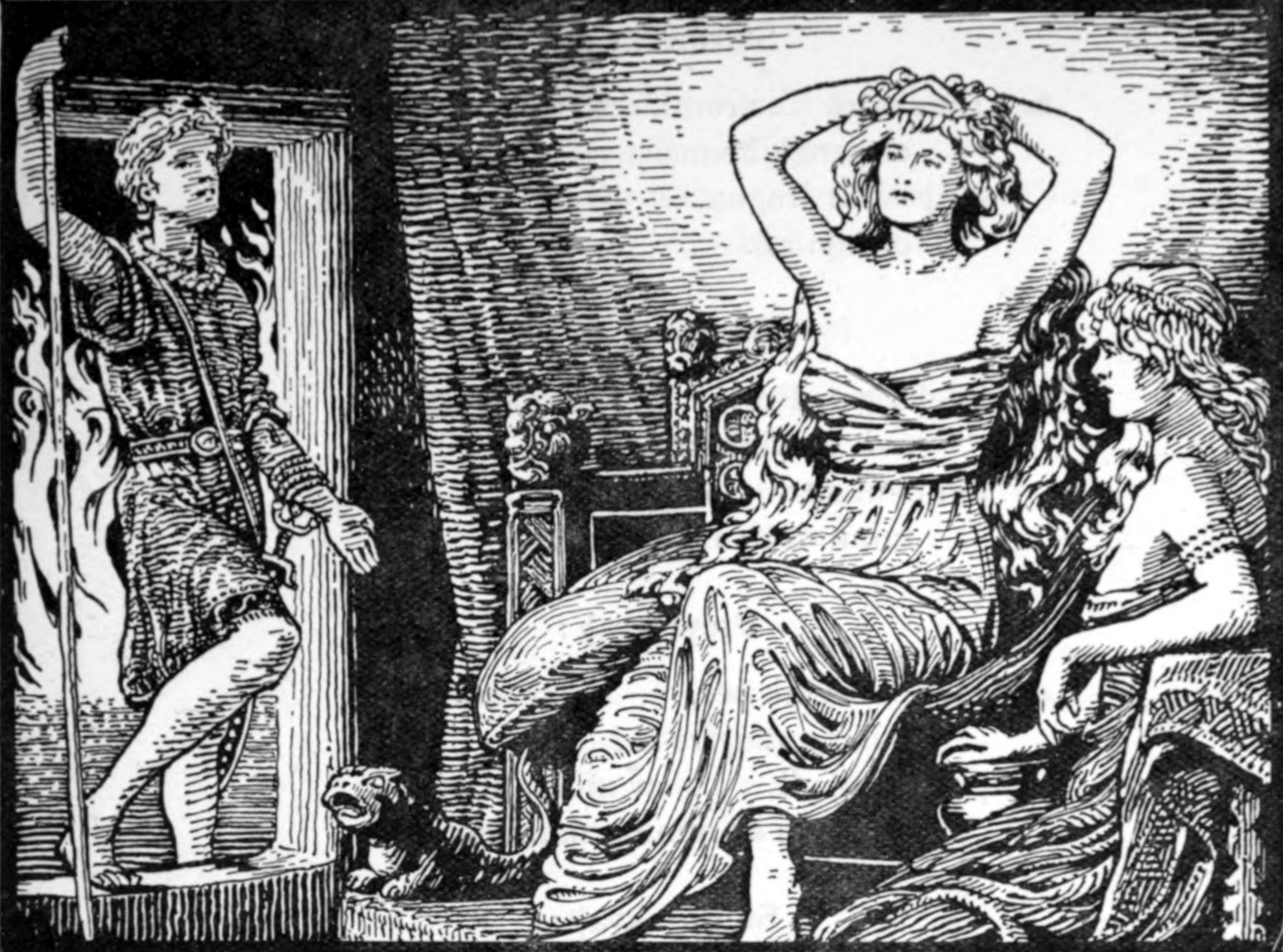
Skirnir porta un missatge a Gerd (1908) per W. G. Collingwood

En la mitologia nòrdica, Gerðr (en nòrdic antic: 'tancada') és una jötun, dea, i l'esposa del déu Freyr. Gerðr apareix en l'Edda poètica, compilada al segle xiii a partir de fonts tradicionals anteriors, l'Edda prosaica i l'Heimskringla, escrit al segle xiii per Snorri Sturluson, i en la poesia de scaldes. Gerðr a vegades se cita amb un modern anglicisme com a Gerd o Gerth.
Tant en l'Edda poètica com en l'Edda prosaica, Freyr veu Gerðr des de la distància, i així n'esdevé profundament enamorat en veure la seva bellesa resplendent, i fa que el seu servent Skírnir vagi a Jötunheimr (on Gerðr i el seu pare Gymir resideixen) per guanyar el seu amor. En l'Edda poètica Gerðr en principi es nega, però després d'una sèrie d'amenaces fetes per Skírnir, finalment accepta. En l'Edda prosaica, no es fa esment de les amenaces. En ambdues fonts Gerðr convé a conèixer Freyr en un moment determinat al lloc de Barri; després que Skirnir torna amb la resposta de Gerðr, Freyr es lamenta que no pot ocórrer abans de la reunió. Tant en l'Edda poètica com en l'Edda prosaica, Gerðr es descriu com la filla de Gymir i la jötunn de la muntanya Aurboda.
En l'Heimskringla, Gerðr és coneguda com l'esposa de Freyr, representada com una estimada reina de Suècia. En la mateixa font, la parella són els fundadors de la dinastia Yngling i tenen un fill, Fjölnir, que va ser rei després de la mort de Freyr i va continuar la seva línia. Gerðr és coneguda per ser una dea associada amb la terra, i ha inspirat obres d'art i literatura.

## Documents
Gerðr és documentada en dos poemes dins l'Edda poètica, en dos llibres de l'Edda prosaica, i en dos llibres de l'Heimskringla.

### Edda poètica
En l'Edda poètica, dins el poema Skírnismál, el déu Freyr va seure al tron Hliðskjálf i mirà tots els mons. Freyr va veure una bella noia caminant de la sala del seu pare a un magatzem i va ser abatut per la gran bellesa de la noia. Freyr tenia el servent Skírnir. El pare de Freyr, Njörðr i, en vers, la dea Skaði, li van dir a Skírnir que esbrinés què li passava a Freyr. L'intercanvi de paraules entre Freyr i Skírnir és en vers, en què Freyr diu a Skírnir que ha vist a una noia increïble amb armes brillants a la casa (del seu pare) Gymir, però, que els déus i els elfs no desitgen per als dos que estiguin junts:

| traducció de Benjamin Thorpe: A la cort de Gymir vaig veure caminar Una donzella a qui jo molt he desitjat. Els seus braços tenen una llum què fa brillar Tot l'aire i l'aigua. És més desitjable per a mi aquesta donzella Que qualsevol joventut dels primers dies; Però ningú vol, Æsir o Alfar, Que junts visquem | traducció de Henry Adams Bellows: "De la casa de Gymir he contemplat davant meu Una donzella estimada per mi; Els seus braços brillaven, i amb la seva lluentor Va brillar tot el mar i el cel. " "Per a mi és més estimada en dies de vellesa Que qualsevol donzella per un home; Però cap dels déus o elfs atorgarà Que estiguem junts" |  |

Skírnir demana a Freyr que li doni un cavall i la seva espasa, una espasa que lluita contra jötnar per si mateixa. Sota l'empara de la foscor, Skírnir munta el cavall sobre nacions i muntanyes cobertes de rosada fins que arriba a Jötunheimr, la llar de la jötnar, i entra a les corts de Gymir. Gossos ferotges estan lligats en una tanca de fusta que envolta la sala de Gerðr. Skírnir munta fins a trobar un pastor (sense nom) que s'asseu en un monticle, el saluda i li pregunta al pastor com es pot parlar amb la donzella que rau més enllà dels gossos de Gymir. El pastor li diu a Skírnir que mai podrà parlar amb la noia.
En sentir un soroll terrible a la seva llar, Gerðr pregunta d'on està venint, fent notar que tremola la terra, i que totes les corts de Gymir tremolen. Una serventa (sense nom) assenyala que un home ha desmuntat del seu cavall i l'està deixant pasturar fora. Gerðr li diu a la criada que convidi l'home a entrar en el seu saló i beure el seu "famós aiguamel", però Gerðr expressa el temor que l'home de l'exterior pugui ser l'"assassí del seu germà".

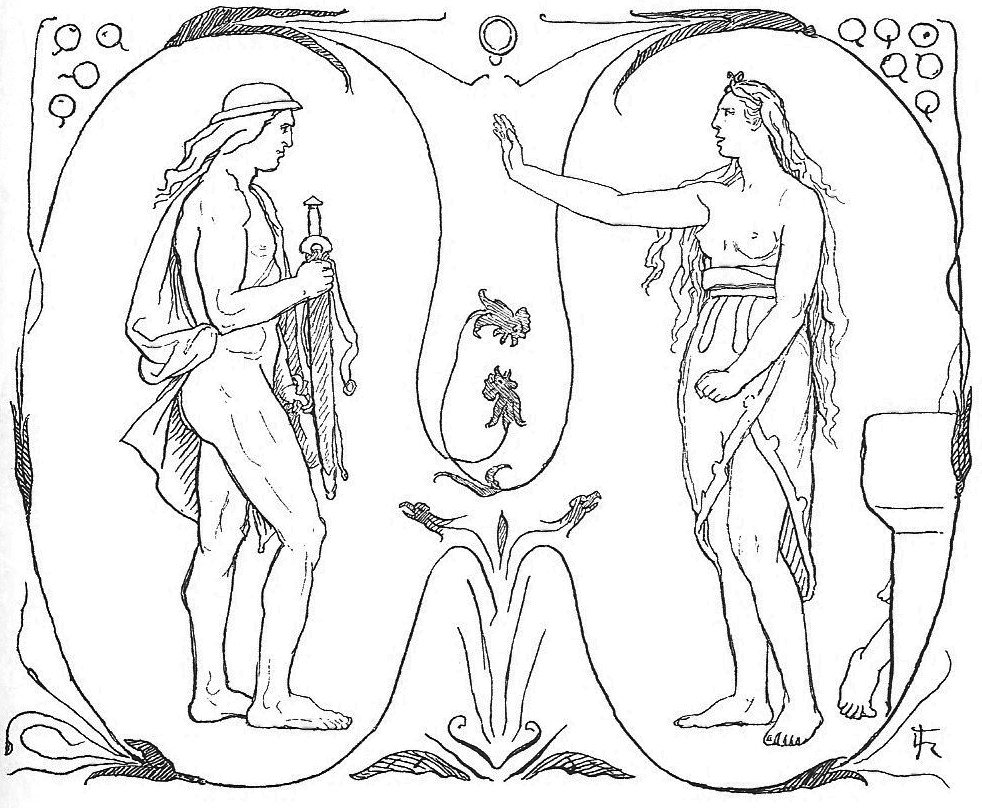
Gerðr rebutja l'oferta de Skírnir d'onze pomes d'or i el regal de l'anell. Il·lustrat (1895) per Lorenz Frølich

Gerðr demana al desconegut si ell és dels elfs, Æsir o Vanir, i per què ell ve sol "sobre l'incendi forestal" per buscar la seva companyia. Skírnir respon que ell no és de cap d'aquests grups, però que de fet ha tractat de treure-la d'allà. Skírnir ofereix a Gerðr onze pomes d'or (o pomes de la vida eterna) per guanyar el seu favor. Gerðr rebutja les pomes -no li importa qui se les ofereix- i afegeix que ella i Freyr no han d'estar junts mentre visquin. Skírnir ofereix a Gerðr un anell sense nom, que produeix vuit anells d'or cada novena nit i "és forjat pel jove fill d'Odin". Gerðr respon que ella no està interessada en l'anell, perquè comparteix la propietat del seu pare, i a Gymir no li manca or.

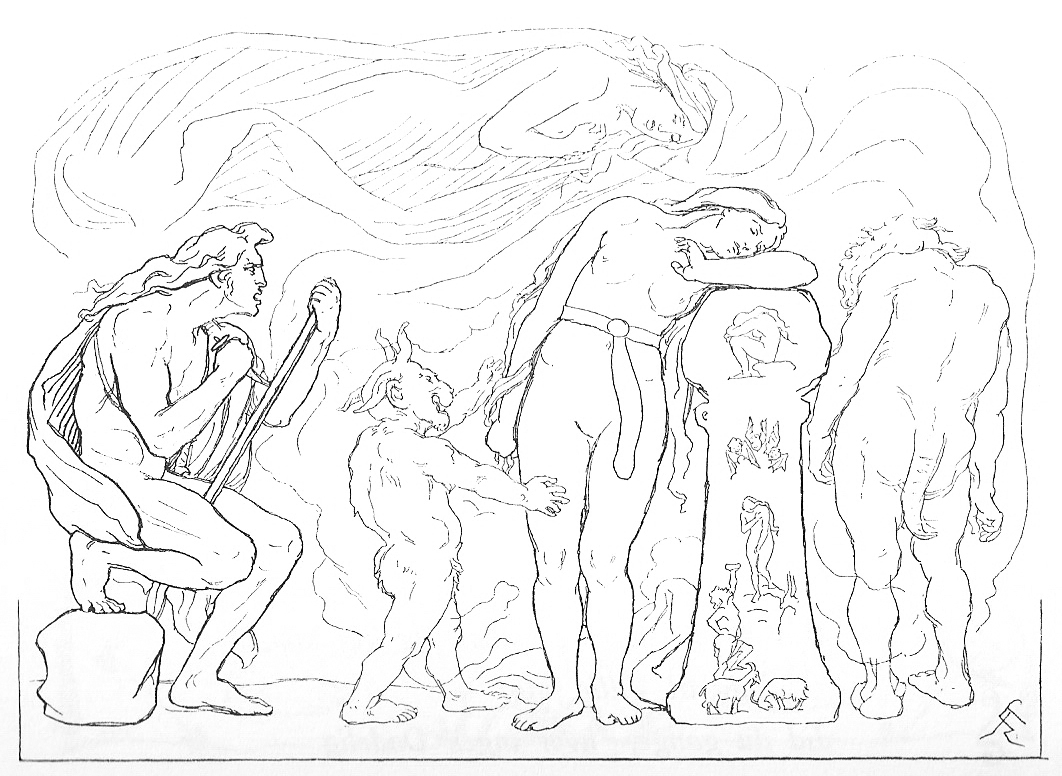
Skírnir ha recorregut a amenaces, descrivint el destí de Gerðr després de la negativa, (1895) per Lorenz Frølich

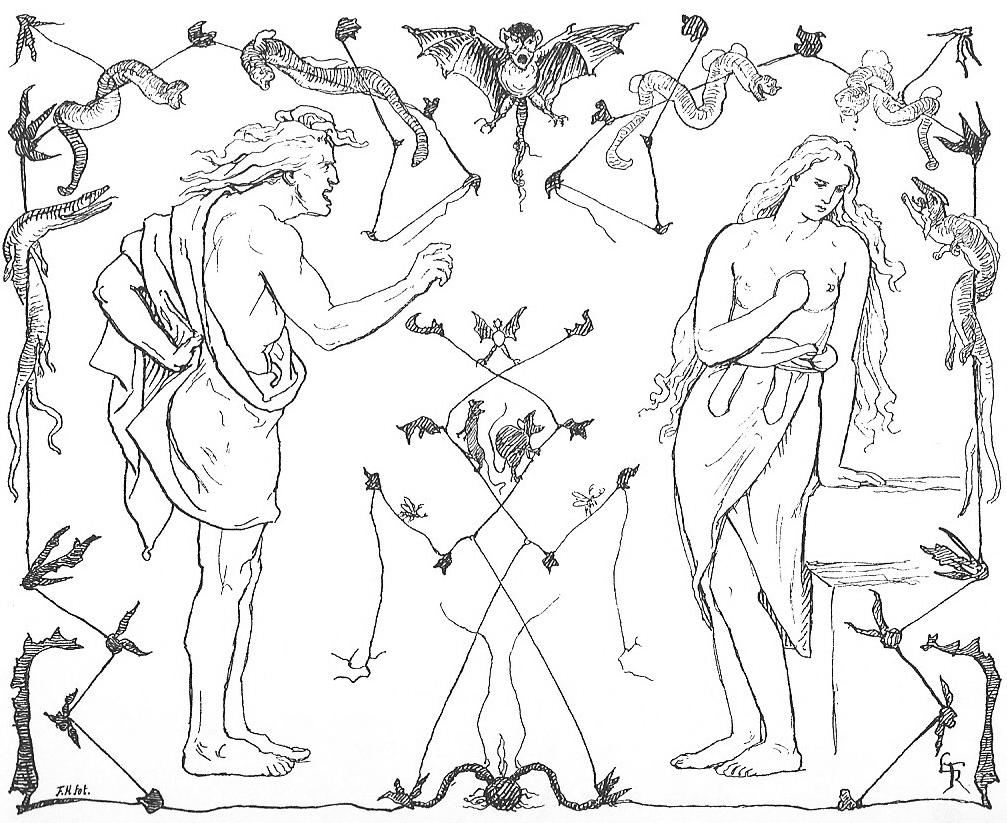
Skírnir continua amb les seves amenaces, com s'il·lustra (1895) per Lorenz Frølich

Skírnir aleshores comença les amenaces; assenyala a Gerðr que sosté una espasa a la mà i amenaça de tallar-li el cap llevat que ella estigui d'acord. Gerðr es nega, diu que no suporta la coacció de cap home, i diu que si es troba amb Gymir, Skírnir llavors pot esperar un combat. Skírnir recorda novament a Gerðr la seva espasa i prediu que el pare de la jötunn morirà. Skírnir adverteix Gerðr que la pot colpejar amb la seva Gambanteinn, una vareta màgica que pot fer-la caure sota els seus desitjos, i diu que mai tornarà a ser vista "pels fills dels humans". Des del matí, d'hora, Gerðr s'asseurà al monticle d'àguila, mirant cap al món, davant Hel, i "el menjar serà més odiós per a tu que per a cadascun dels humans és la resplendor de la serp".
Skírnir declara que quan Gerðr surti serà un espectacle; Hrímgrímnir "es girarà" cap a ella, "tot" la mirarà, ella arribarà a ser més famosa que el vigilant dels déus, i que "passarà a través de les reixes". Gerðr experimentarà "la bogeria i els udols, el llagrimeig i l'aflicció insuportable del desig", i que, en el dolor, les llàgrimes li fluiran. Skírnir diu a Gerðr que s'assegui, perquè el seu destí serà pitjor encara. Ella serà assetjada per dimonis tots els seus dies cansats. Des del pati de jötnar a les sales de la Hrimthurs, Gerðr s'arrossegarà cada dia i sense elecció, ni esperança d'elecció. Gerðr plorarà en lloc de sentir alegria, patint entre llàgrimes. Viurà la resta de la seva vida en la misèria amb tres thurs, amb tres caps o sense la companyia d'un home complet. Skírnir demana a Gerðr que s'ho repensi, que pot consumir-se sospirant, i que serà com el card al final de la collita; aixafat.
Skírnir diu que ha estat enviat a un bosc per obtenir una "branca potent", que ha trobat. Declara que els déus Odin i Thor estan enfadats amb Gerðr, i que Freyr l'odia, ella ha "portat la ira poderosa dels déus". Skírnir declara al hrimthursar, Thursar, els fills de Suttungr i les "tropes dels Æsir" que s'ha negat el plaer i el benefici dels humans a Gerðr. Skírnir declara que el nom del thurs que la posseirà sota les portes de Nágrind és Hrímgrímnir i que, a les arrels del món, la millor cosa que Gerðr beurà és l'orina de les cabres. Ell esculpeix el Thurs (rúnic: *thurisaz), sobre Gerð, i tres runes (sense nom) que simbolitzen la luxúria, el frenesí i el desig insuportable, i comenta que ell pot treure-les tot just com les ha tallades, si ho desitja.
Gerðr respon amb una benvinguda a Skírnir i li diu que prengui una copa de vidre que conté l'antiga aiguamel, assenyalant que ella pensava que mai podria estimar un dels Vanir. Skírnir li pregunta quan es reunirà amb Freyr. Gerðr diu que es reuniran en una zona tranquil·la anomenada Barri, i que després de nou nits ella concedirà a Freyr el seu amor:

| Traducció de Benjamin Thorpe: Barri és el nom de l'arbreda, que ambdós coneixem, El bosc de camins tranquils. Nou nits, per tant, i al fill de Njörd Gerd atorgarà delit. | Traducció de Henry Adams Bellows: Barri és allí, els dos el coneixem bé. Un bosc bonic i tranquil; I d'aquí a nou nits endavant al fill de Njorth Atorgarà Gerth delit. |  |

Skírnir torna a la seva llar. Aturat fora, Freyr saluda immediatament Skírnir i demana notícies. Skírnir li diu que Gerðr es reunirà amb ell a Barri. Freyr, impacient, comenta que una nit és llarga, i també dues nits i és pregunta suportar tres, assenyalant que amb freqüència un mes semblava més curt que la meitat d'una nit abans de conèixer Gerðr.
Una estrofa del poema Lokasenna es refereix a Gerðr. En el poema, Loki acusa el déu Freyr d'haver comprat la filla de Gymir (Gerðr) amb or i comenta que, en el procés, Freyr va regalar la seva espasa. Referint-se a Freyr com un "miserable", Loki es planteja com Freyr té la intenció de lluitar quan els fills de Muspell cavalquin pel bosc Myrkviðr (un esdeveniment durant el Ragnarök). El servent de Freyr, Byggvir, intervé i el poema continua.
En el poema Hyndluljóð, s'explica l'ascendència d'Ottar i es proporciona informació sobre els déus. Una de les estrofes que en realitat pertany a Völuspá hin skamma relata que Freyr i Gerðr estaven casats, que Gerðr és la filla del jötunn Gymir, la mare de Gerðr és Aurboda, i que es relacionen amb Þjazi (no s'especifica el tipus de parentiu), pare de la dea i jötunn Skaði.

### Edda prosaica

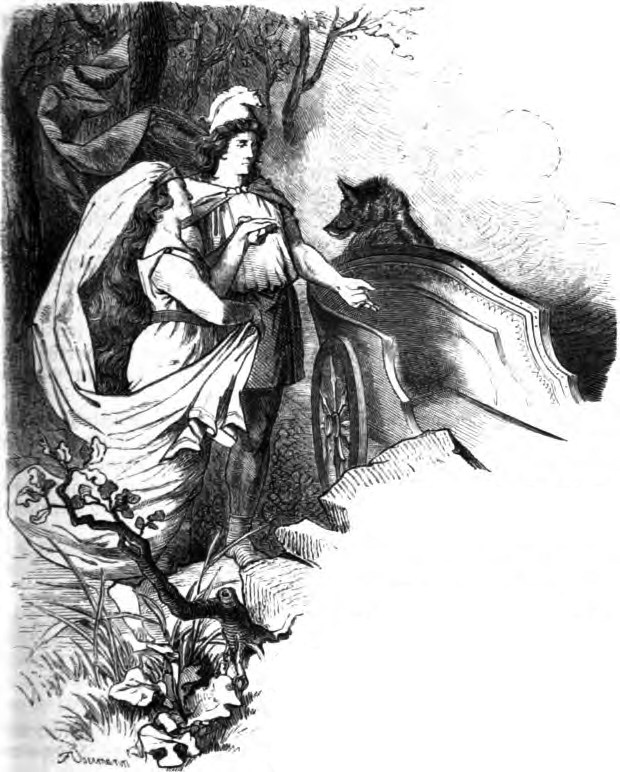
Skírnir persuadeix Gerðr que el segueixi (1882) per Karl Ehrenberg

En el capítol 37 de l'Edda prosaica, al llibre Gylfaginning, Gerðr és presentada per la figura entronitzada de l'Alt com la filla de Gymir i la jötunn de la muntanya Aurboda, i es descriu com "la més bella de totes les dones". L'Alt informa que Freyr va entrar a Hliðskjálf i va mirar sobre tots els mons. Quan Freyr va mirar cap al nord, va veure una granja distant amb un edifici gran i magnífic. Una dona es va dirigir a l'edifici, i quan va aixecar els braços i va obrir la porta de l'edifici la "llum va ser vessada dels seus braços sobre els cels i el mar, i tots els mons es van fer brillants per ella." En càstig per "la seva gran presumpció" d'haver segut al seient sant, Freyr es va anar ple de dolor.
Freyr arriba a casa i ni dorm, ni beu, romanent en silenci. Ningú s'atreveix a parlar amb ell. El déu Njörðr envia el criat de Freyr Skírnir per parlar amb Freyr. Freyr diu a Skírnir que va veure una dona bella, tan bella que és ple de dolor i que aviat moriria si no podia tenir-la. Freyr diu a Skírnir que ha d'anar a guanyar la seva mà en el seu nom, estigui el pare de la dona d'acord o no, i serà recompensat. Skírnir respon que accepta la missió, però només a canvi de l'espasa de Freyr, que pot lluitar per si sola. Freyr li dona l'espasa i Skírnir es posa en marxa. Skírnir demana la mà de la dona de Freyr i rep la seva promesa. Nou nits més tard, es reunirà amb Freyr en un lloc anomenat Barey. Skírnir lliura la notícia a Freyr i respon amb l'estrofa final de l'Edda poètica, al poema Skírnismál, lamentant que s'ha d'esperar.
Al començament de l'Edda prosaica al llibre Skáldskaparmál, vuit dees assisteixen a una festa celebrada pels Ægir a l'illa de Hlesy (modernament Læsø, Dinamarca), incloent Gerðr. En el capítol 19, es proporcionen les diferents formes de referir-se a la dea Frigg. Un d'aquests noms és "rival de Gerðr"; No obstant això, és probablement un error de l'escriba (vegeu secció "teories" més avall). En el capítol 57 s'enumeren diverses dees, incloent Gerðr (entre Snotra i Gefjon).

### Heimskringla
En el capítol 12 de la saga Ynglinga (com es recull a l'Heimskringla), es relata en prosa que Freyr era un rei molt estimat en el que és ara Suècia. L'esposa de Freyr era Gerðr i el seu fill era Fjölnir. El destí de Gerðr no es proporciona, però després de la mort del seu fill Freyr passa a convertir-se en rei i la seva línia familiar, els Ynglings, continua. Una estrofa en vers que es troba en el capítol 16 d'Haralds saga Gráfeldar, Gerðr s'esmenta en un kenning de "dona" ("Gerðr-dels-anells-d'or").

## Registre arqueològic

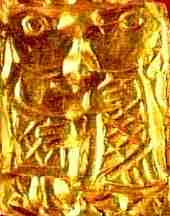
Una branca frondosa entre elles, dues figures abraçades en un petit tros de pa d'or que data del període de la migració a principis de l'època dels vikings

Petits trossos de làmina d'or que ofereixen gravats que daten del període de la migració a principis de l'edat vikinga (coneguda com a gullgubber) han estat descoberts en diversos llocs d'Escandinàvia, gairebé 2.500 en un sol lloc. Les peces laminars s'han trobat principalment en els llocs dels edificis, només en rares ocasions en les tombes. Les figures són de vegades soles, a vegades un animal, de vegades un home i una dona amb una branca frondosa entre ells, encarats o abraçant-se. Les figures humanes són gairebé sempre vestides i de vegades es representen amb els genolls flexionats. L'acadèmica Hilda Ellis Davidson ha suggerit que les figures estan participant en una dansa, i que poden haver estat connectades amb els casaments, així com vinculades als Vanir, que representen la noció d'un matrimoni diví, com en l'Edda poètica al poema Skírnismál, la unió de Gerðr i Freyr.

## Teories

### "Rival de Frigg"
En el capítol 19 de l'Edda prosaica, al llibre Skáldskaparmál, Gerðr figura entre les "rivals" de la dea Frigg, una llista de companyes sexuals de l'espòs de Frigg, Odin. En lloc de Gerðr, la jötunn Gríðr, la mare del fill d'Odin Víðarr d'acord amb l'Edda prosaica, probablement va ser pensada. Un manuscrit ha corregit Gríðr en lloc de Gerðr. Andy Orchard assenyala que, però, pot ser una inclusió deliberada en vista d'"apetits notoris d'Odin".

### La terra i la fertilitat
L'acadèmic John Lindow comenta que el nom de Gerðr està etimològicament relacionat amb la terra i els recintes, i que el casament de Gerðr i Freyr és vist comunament com "l'acoblament diví del cel i de la Terra o almenys del déu de la fertilitat i la representant de la Terra". Lindow afegeix que, al mateix temps, la situació es pot llegir com una simple voluntat dels déus per a aconseguir el que volen de la jötnar.
Hilda Ellis Davidson comenta que el paper de Gerðr en el Skírnismál té paral·lelismes amb la dea Persephone de la mitologia grega, "ja que és clar que si [Gerðr] roman per sota, en el regne fosc i subterrani, no hi haurà res a esperar, sinó l'esterilitat i la fam. Ella no es converteix en la núvia de l'infern, però el seu casament és en el món superior, quan ella consent a conèixer Freyr a Barri."

## Influències modernes
Gerðr ha inspirat obres d'art i literatura. El poeta danès Adam Gottlob Oehlenschläger va escriure una sèrie de poemes que fan referència a Gerðr i que es recullen en Nordens Guder (1819). En l'inacabat poema èpic d'Isaïes Tegnér (1782-1846) Gerda, també fa referència a la dea. K. Ehrenberg representa la dea en la seva il·lustració (1883) Freyr und Gerda, Skade und Niurd.